# Cesare Trombetta
Cesare Trombetta (10 giugno 1571 – 28 gennaio 1623) è stato un presbitero italiano.

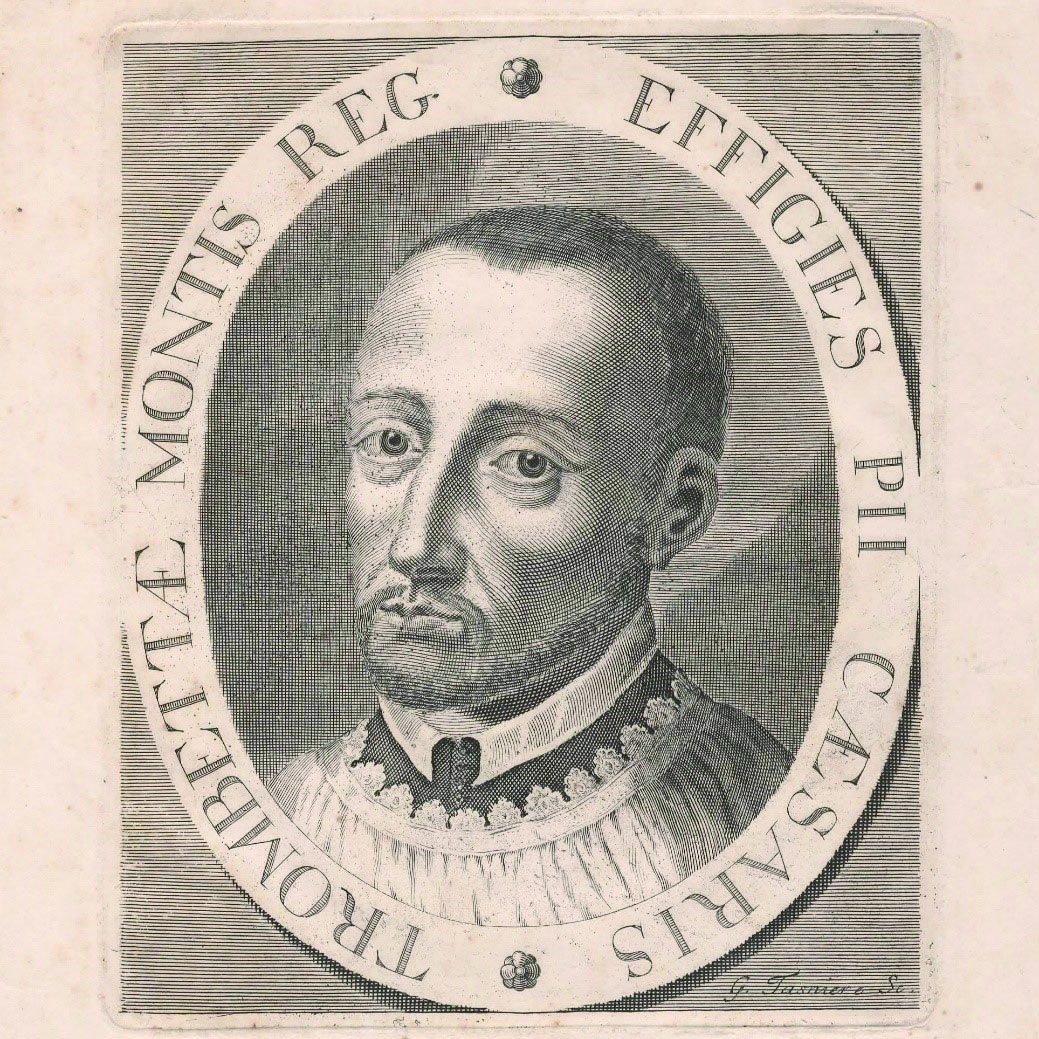
Il volto di Cesare Trombetta, raffigurato da Giorgio Tasnière, incisore di casa Savoia.

Tradizionalmente è considerato il fondatore del Santuario di Vicoforte, essendo stato il primo promotore della devozione mariana intorno al Pilone della Berbonesca, su cui è raffigurata l'effigie nota come "Madonna di Vico" e successivamente "Madonna del Monte Regale". 

## Biografia

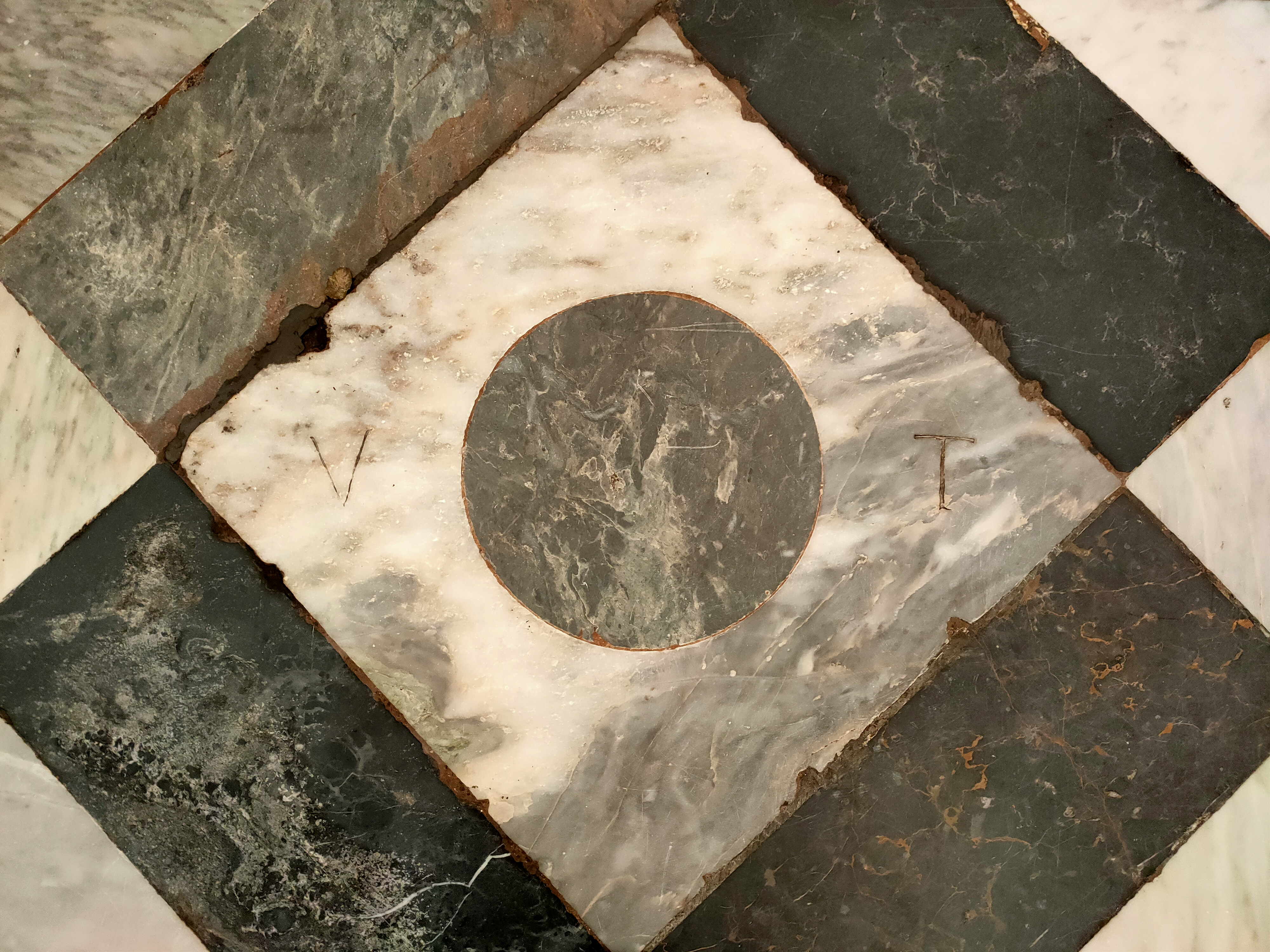
La tomba di Cesare Trombetta, ai piedi del pilone della Madonna di Vico, nell'area centrale del Santuario. Le lettere incise stanno per "Venerabile Trombetta"

Nasce a Vicoforte nella contrada di Fiammenga, da Caterina Blengino e da Giovanni Pietro Trombetta. Terzogenito di tredici figli è battezzato nella parrocchia di San Pietro: qui riceve i primi fondamenti della dottrina cristiana dal rettore Simone Trombetta, suo parente. Presto dimostra attitudine e interesse per i temi religiosi e segue gli studi ecclesiastici presso il seminario della diocesi di Mondovì. Nell’aprile 1594, ancora diacono, si affeziona al culto dell’immagine della Madonna con il Bambino, dipinta sul piccolo pilone votivo che si trova nel fondovalle: ne rimane conquistato in prima persona, quindi decide di assecondare e coordinare il culto che il popolo, spontaneamente, vi esprime. Il 12 settembre 1594 porge la supplica della comunità vicese al vescovo Giovanni Antonio Castruccio (1589-1602) per ottenere il permesso di costruire una piccola cappella in loco, quindi assume il ruolo di tesoriere. Nel giugno del 1595 il suo incarico è formalmente riconfermato dall'autorità ecclesiastica. Come primo amministratore del Santuario delle origini redige il “Libro delli conti del ricevuto et speso per la fabrica della Madona del pilone di Vico”, dal 1594 al 1596. Nell’autunno 1595 diventa sacerdote ma rifiuta i privilegi del suo stato e conduce una vita virtuosa e parca. Per molto tempo ha in gestione la sacrestia e presta servizio liturgico nella cappella finché vive; è anche incaricato di praticare esorcismi. Cura e dirige l'hospitale (casa d'accoglienza per i pellegrini) e inoltre si de dica al servizio dei poveri, istruisce alla dottrina cristiana, ammonisce e converte i peccatori, assiste i malati e i moribondi e ricompone inimicizie e dissidi. Egli è un punto di riferimento per il popolo, che lo elegge al titolo di “venerabile”, e le sue qualità sono giudicate esemplari dal vescovo Carlo Argentero (1603-1630). Il suo carisma è riconosciuto anche in ambiti esterni alla diocesi. Muore in odore di santità il 28 gennaio 1623: le sue spoglie sono pubblicamente esposte nella cappella di San Bernardo e venerate dalla moltitudine. Infine, il 2 febbraio, è tumulato accanto al pilone della santa Vergine, ove tutt’ora è ricordato con le iniziali V-T (venerabile Trombetta).